# Collegedale
Collegedale est une municipalité américaine située dans le comté de Hamilton au Tennessee. Lors du recensement de 2010, sa population est de 8 282 habitants.

## Géographie
Collegedale est située dans l'agglomération de Chattanooga.
Selon le Bureau du recensement des États-Unis, la municipalité s'étend en 2010 sur une superficie de 9,90 milles carrés (25,64 km2), exclusivement des terres.

## Histoire
En 1916, l'Église adventiste du septième jour y implante son université (en anglais : college), jusqu'alors située à Graysville. La localité prend alors le nom de cette institution, sur proposition d'un dirigeant de l'église, Carlyle B. Haynes. Collegedale devient une municipalité en 1968. Elle accueille encore aujourd'hui la Southern Adventist University (en).

## Démographie
La population de Collegedale est estimée à 11 437 habitants au 1er juillet 2016, en hausse d'un tiers par rapport à 2010.
Le revenu par habitant était en moyenne de 26 782 dollars par an entre 2012 et 2016, légèrement supérieur à la moyenne du Tennessee (26 019 dollars) mais inférieur à la moyenne nationale (29 829 dollars). Sur cette même période, 6,7 % des habitants de Collegedale vivaient sous le seuil de pauvreté (contre 15,8 % dans l'État et 12,7 % à l'échelle des États-Unis).